# Goljam Perelik
Goljam Perelik (bulgariska: Голям Перелик) är det högsta berget i Rodopibergen i Bulgarien, med toppen 2 191 meter över havet.

## Robotskapad information
Det ligger i regionen Smoljan, i den södra delen av landet, 160 km sydost om huvudstaden Sofia. 
Terrängen runt Goljam Perelik är huvudsakligen kuperad, men österut är den bergig. Goljam Perelik är den högsta punkten i trakten. Närmaste större samhälle är Smoljan, 10,0 km öster om Goljam Perelik. 
I omgivningarna runt Goljam Perelik växer i huvudsak blandskog. Runt Goljam Perelik är det ganska glesbefolkat, med 47 invånare per kvadratkilometer.